# Сунбул, Фёдор Иванович
Фёдор Иванович Сунбу́л (Туты́хин-Сунбу́л) — родоначальник Сунбуловых, боярин, играл главную роль при дворе последнего великого рязанского князя Ивана Ивановича в 1501—1518/19 годах, был его доверенным советником. Умер в 1518/19 году. Оставил нескольких сыновей — Федора (в июне 1521 года был одним из воевод в Переяслав-Рязанском), Дмитрия, Иван (сын Ивана - Григорий стал родоначальником Чулковых), Юрия, Якова, Михаила (был неоднократным послом в Казань).